# Mudalaswamikuppe, Kanakapura
Mudalaswamikuppe là một làng thuộc tehsil Kanakapura, huyện Ramanagara, bang Karnataka, Ấn Độ.